# 马塞尔·格勒万
马塞尔·格勒万（羅馬尼亞語：Marcel Glăvan，1975年3月9日—），罗马尼亚、西班牙男子皮划艇运动员。他曾代表罗马尼亚参加1996年夏季奥林匹克运动会皮划艇比赛，获得一枚银牌。